# Nelly Cobella
Nelly Cobella fue una actriz argentina de cine, teatro, televisión y fotonovelas.

## Carrera
Nacida bajo el nombre de Nélida Colabella, modificó su nombre artístico sacándole las dos segundas letras de su apellido de nacimiento. Rubia y de ojos claros, se inició como actriz de fotonovelas donde fue lanzada formando pareja con actores como Miguel Ángel Iriarte , Jorge Rivera y Ricardo Duggan, en revistas famosas de la época como Suspiros (1960). 
Su gran paso a la pantalla grande lo dio como pareja de Ignacio Quirós en la película  Cinco gallinas y el cielo con Narciso Ibáñez Menta, Luis Arata e Irma Córdoba. Luego vinieron otras participaciones en roles de reparto como Punto y banca con Carlos Estrada y Susana Canales; La sombra de Safo junto a Mecha Ortiz, Roberto Escalada y Santiago Gómez Cou; Mujeres perdidas protagonizada por Jorge Salcedo y Gilda Lousek; y Ritmo, amor y juventud con Osvaldo Pacheco. Fue dirigida por grandes directores de la escena nacional argentina como Rubén W. Cavallotti, Julio Porter, Enrique Carreras y Enrique de Rosas.
En televisión se lució junto a Oscar Casco en el ciclo Teleteatro Semanal en 1958.

## Filmografía
- 1966: Ritmo, amor y juventud.
- 1964: Mujeres perdidas.
- 1959: Punto y banca
- 1957: La sombra de Safo.
- 1957: Cinco gallinas y el cielo.

## Fotonovelas
- Angelica con Jorge Hilton por la Revista Suspiros.